# Delisle (cráter)

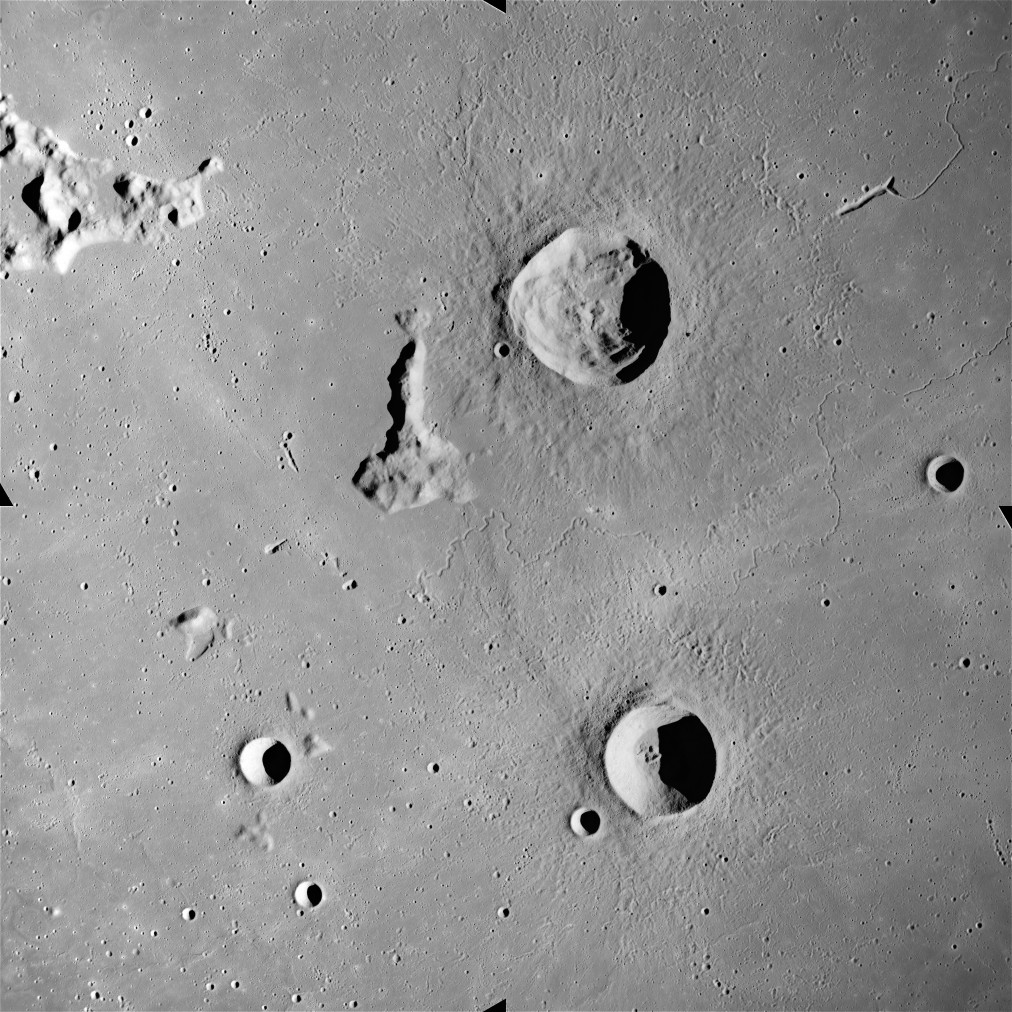
Fotografía de la misión Apolo 15

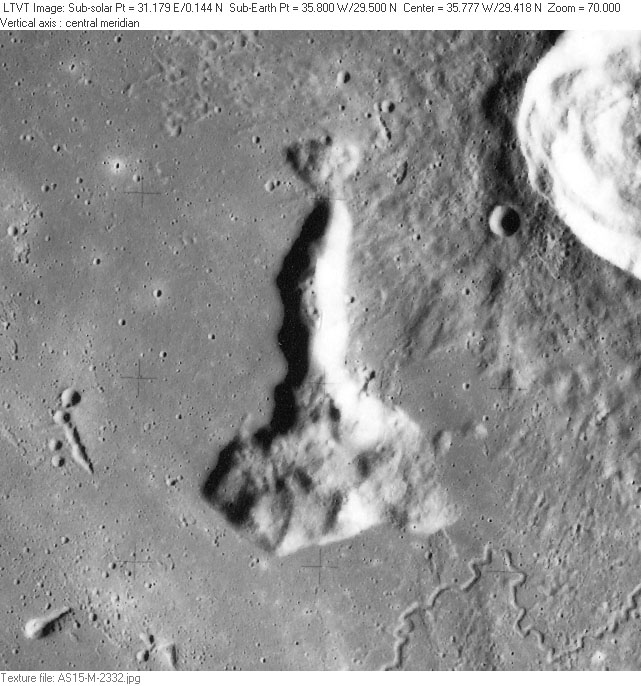
Mons Delisle.
Fotografía de la misión Apolo 15

Delisle es un pequeño cráter de impacto lunar situado en la parte occidental del Mare Imbrium. Se encuentra al norte del cráter Diophantus, justo al noroeste de la cresta denominada Mons Delisle. Entre Delisle y Diofanto se sitúa una grieta sinuosa llamada Rima Diofanto, con un diámetro de 150 km. Al noreste se halla otra grieta designada Rima Delisle, el nombre de este cráter.
El borde de Delisle es de forma algo poligonal, con una somera elevación central sobre el fondo del cráter. Presenta un ligero hundimiento a lo largo de la pared interior, pero en general el borde se halla todavía relativamente intacto, con poca presencia de desgaste significativo. El borde exterior está rodeado por un pequeño terraplén sobre el terreno ondulado.
Esta formación también es designada "De l'Isle" en algunas fuentes.

## Rima Delisle
Se trata de un canal lunar sinuoso centrado en las coordenadas selenográficas 31.0° norte, 32.0° oeste. Ocupa un diámetro máximo de 60 km. Tres pequeños cráteres en las proximidades de esta formación se han designado con nombres propios por la UAI. Estos se enumeran en la tabla siguiente:
| Cráter | Coordenadas                   | Diámetro | Origen del nombre           |
| ------ | ----------------------------- | -------- | --------------------------- |
| Boris  | 30°36′N 33°30′O / 30.6, -33.5 | 4 km     | Nombre masculino en ruso    |
| Gaston | 30°54′N 34°00′O / 30.9, -34.0 | 2 km     | Nombre masculino en francés |
| Linda  | 30°42′N 33°24′O / 30.7, -33.4 | 1 km     | Nombre femenino en español  |

|  |

## Cráteres satélite
Por convención estos elementos son identificados en los mapas lunares poniendo la letra en el lado del punto medio del cráter que está más cerca de Delisle.
|         | \| Delisle \| Coordenadas \| Diámetro \| \| ------- \| ----------------------------- \| -------- \| \| K \| 29°00′N 38°24′O / 29.0, -38.4 \| 3 km \| |          |
| Delisle | Coordenadas | Diámetro |
| K       | 29°00′N 38°24′O / 29.0, -38.4 | 3 km     |